# 埃里克·丹皮尔
埃里克·特拉維茲·丹皮爾（英語：Erick Travez Dampier，1975年7月14日—），美國職業籃球運動員，司職中鋒。

## 职业生涯
丹皮爾出生於密西西比州傑克遜，大學就讀於密西西比州立大學，1996年參加NBA選秀，在當年的選秀上於第一輪第10位被印第安納步行者隊選中，次年被送往金州勇士隊以交換克里斯·穆林。在之後的7個賽季中，他逐年進步，在2003-04NBA賽季中，他得到了每場12.3分、12個籃板和1.85個蓋帽的優異成績，從而在當年以先簽後換的形式得到了達拉斯小牛隊7年7300萬美元的大合同。但是此後丹皮爾並無十分出色的表現。
2010年7月13日，丹皮爾和隊友馬特·卡羅爾、納胡拉被交易到夏洛特山貓，交換泰森·錢德勒和阿萊克西·阿金薩。

## 外部連結
- 埃里克·丹皮尔在NBA官網（英语）
- 埃里克·丹皮尔在Basketball-Reference.com（NBA）（英语）
- 埃里克·丹皮尔在Sports-Reference.com（NCAA）（英语）
- 埃里克·丹皮尔在Eurobasket.com（球員）（英语）
- 埃里克·丹皮尔在Proballers（英语）
- 埃里克·丹皮尔在RealGM（英语）